# Мрія Данте
Мрія Данте, Данте під час смерті Беатріче (англ. Dante's Dream at the Time of the Death of Beatrice) — картина англійського прерафаелітського художника Данте Габрієль Росетті, яка була написана у 1871 році. Виставлена у галереї мистецтв «Walker» (Ліверпуль, Мерсісайд, Англія)
Россетті був надзвичайно зацікавлений творчістю італійського поета Данте Аліг'єрі. До написання цієї картини художника надихнула поема Данте «Нове життя» («La Vita Nuova»). У цій поемі Данте сниться, що він прийшов до смертного одра Беатріче Портінарі, яка була об'єктом його нездійсненного кохання. Данте, одягнений в чорне, стоїть та дивиться на вмираючу Беатріче, яка лежить на ліжку. Дві жіночі фігури в зеленому одязі тримають навіс над нею. Ангел одягнений у червоне, тримає руку Данте і нахиляється вперед, для того, щоб поцілувати Беатріче.
У своїй картині, Россетті створює уявний світ зі складними символами. Ці символи представлені одягненою в зелений одяг прислугою Беатріче, що означає надію; весняні квіти на передньому плані, символізують чистоту; І червоні голуби — любов.